# Albert Zweifel
Albert Zweifel (* 7. června 1949 Rüti) je bývalý švýcarský cyklista. Závodil od roku 1970, od roku 1973 jako profesionál. Ve své kariéře vyhrál více než tři sta závodů, byl pětinásobným mistrem světa v cyklokrosu (1976, 1977, 1978, 1979 a 1986), třikrát získal na MS stříbrnou medaili (1975, 1982 a 1983) a dvakrát bronzovou (1981 a 1984). V letech 1976, 1977, 1979, 1980, 1981, 1982, 1983, 1984 a 1985 vyhrál mistrovství Švýcarska. Věnoval se také silniční cyklistice: je rekordmanem závodu Tour de Suisse, jehož se zúčastnil šestnáctkrát, nejlepším výsledkem v celkové klasifikaci bylo šesté místo v roce 1977, jel také Giro d'Italia 1974 (88. místo) a Tour de France 1981 (109. místo). Kariéru ukončil v roce 1989, provozuje na Mallorce půjčovnu kol. Byl jmenován do Síně slávy Mezinárodní cyklistické unie.